# أبوستول بوبوف
أبوستول بوبوف (بالبلغارية: Апостол Попов)‏ (22 ديسمبر 1982 بهاسكوفو في بلغاريا - ) هو لاعب كرة قدم بلغاري في مركز قلب الدفاع. شارك مع منتخب بلغاريا لكرة القدم. أما مع النوادي، فقد لعب مع سبارتاك بلوفديف وسسكا صوفيا ونادي بوتيف بلوفديف ويونيفرسيتاتيا كرايوفا ونادي يونيفيرسيتاتيا كرايوفا وFC Belite Orli Pleven ‏ وFC Haskovo ‏.

## وصلات خارجية
- أبوستول بوبوف على موقع قاعدة بيانات كرة القدم.إي يو (الإنجليزية)
- أبوستول بوبوف على موقع ناشيونال فوتبول تيمز (الإنجليزية)
- أبوستول بوبوف على موقع Soccerway.com (الإنجليزية)
- أبوستول بوبوف على موقع عالم كرة القدم.نت (الإنجليزية)